# Ralph Stonor (5e baron Camoys)
Ralph Francis Julian Stonor, 5e baron Camoys (26 janvier 1884 - 3 août 1968) est un aristocrate anglais et propriétaire de Stonor Park.

## Début de la vie
Lord Camoys est né le 26 janvier 1884 à Stonor Park à Stonor, au nord de Henley-on-Thames dans l'Oxfordshire, en Angleterre. Il est le fils de Francis Stonor (4e baron Camoys) (1856–1897) et de Jessie Philippa Carew. Son père est Lord-in-Waiting de la reine Victoria en 1886 et de nouveau de 1892 à 1895 .
Ses grands-parents paternels sont l'hon. Francis Stonor (deuxième fils de Thomas Stonor (3e baron Camoys)) et Eliza Peel (une fille du premier ministre britannique Robert Peel). Son grand-père maternel est Robert Russell Carew de Carew &amp; Co., Ltd. et sa tante maternelle, Katherine Jane Carew, est mariée à Edward Bosc Sladen (en), officier de l'armée britannique.

## Carrière
À la mort de son père en 1897, il devient baron Camoys et est par la suite connu sous le nom de Lord Camoys .
Lord Camoys est identifié au mouvement de réforme de l'alimentation pure et est élu président du comité exécutif de la Pure Food and Health Society . Pendant la Seconde Guerre mondiale, il est également capitaine de la Home Guard du Buckinghamshire de 1940 à 1945 .

## Vie privée
Le 25 novembre 1911, Ralph épouse l'héritière américaine Mildred Constance Sherman (1888-1961), fille de William Watts Sherman et de Sophia Augusta Brown, petite-fille du fondateur de l'Université Brown à Providence, Rhode Island. Ensemble, ils ont :
- Sherman Stonor (6e baron Camoys) (1913-1976), qui succède à son père à la baronnie [5]. Il épouse Jeanne Stourton (1913-1987), la troisième et plus jeune fille du capitaine Herbert Stourton, OBE (petit-fils du 19e baron Stourton), et de sa femme, Frances (fille du 4e vicomte Southwell) [6].
- Pamela Sophia Nadine Stonor (1917–2005) [7] épouse le lieutenant-colonel Charles Pepys, King's Own Yorkshire Light Infantry, arrière-petit-fils du 1er comte de Cottenham, en 1941. Ils n'ont pas d'enfants.
- Mildred Sophia Noreen Stonor (1922–2012) [8] épouse John Rozet Drexel III (1919–2007) en 1941. John est un arrière-petit-fils d'Anthony J. Drexel.

Lord Camoys est décédé à son domicile américain, Stonor Lodge à Newport, Rhode Island (aux États-Unis), le 3 août 1968 .